# Seminario San Basilio Magno
El Colegio Seminario San Basilio Magno es una de las instituciones más antiguas fundada en Santiago de Cuba en 1722 en pro de la educación y la cultura del país, la más antigua de las instituciones cubanas de estudios superiores.

## Historia
El Seminario San Basilio Magno debe su nombre a la orden a la cual pertenecía fray Jerónimo de Nosti Valdés, obispo de Santiago de Cuba, quien ordenara la construcción del mismo. El 14 de abril de 1722, el déan Pedro Agustín Morell de Santa Cruz y el chantre, provisor y vicario general, Toribio de la Bandera, procedieron a crear y a establecer los reglamentos u ordenanzas del Seminario. Ha radicó a lo largo de sus casi trescientos años en tres sedes:
- Primera sede: En la intersección de las calles San Juan Nepomuceno y Catedral baja y colindante con el Arzobispado

- Segunda sede: En la villa de El Cobre

- Tercera sede: En la Loma de los Desamparados, en el antiguo convento santiaguero de Las Siervas de María.

Inició el Colegio Seminario sólo con dos Cátedras, la de Gramática Latina y Canto Eclesiástico. En sus primeros estatutos se exigía entre otros requisitos, tener vocación para el sacerdocio, también se aceptaban jóvenes laicos.
Los tiempos de los obispos Morell y Hechavarría en el decursar del Colegio Seminario a través del siglo XVIII, a pesar de una aparente situación precaria, permitieron su arraigo dentro de la sociedad santiaguera para convertirlo en una institución imprescindible y hacia donde todos dirigían la mirada cuando se trataba de cultura.
Durante la primera mitad del siglo XIX, el Colegio Seminario generó cultura criolla, aun con métodos y cátedras escolásticos, asumió los principios de la ciencia y la libertad que portaba la Ilustración.
Las leyes sobre educación en el reino y la reforma de San Antonio Maria Claret reorientaron su destino a la formación exclusivamente de sacerdotes. Si bien por más de una década despuntó por su calidad académica, luego se sumió en la inercia cuando no pudo conquistar la independencia necesaria para generar una educación formadora de sacerdotes acorde a su tiempo y a su comunidad.
El arzobispo santiaguero Francisco Barnada, antiguo alumno, luego profesor y vicerrector asumió una postura gallarda ante la patria, cumplió dignamente la tarea de organizar la primera diócesis cubana de la República en la alborada del siglo XX.
Hoy, por tercera ocasión, se encuentra situado en la sede del antiguo convento santiaguero de las Siervas de María, en lo alto de la Loma de los Desamparados, desde donde mira a toda la urbe con su carga de historia.

## Actualidad
Hoy, por tercera ocasión, se encuentra situado en la sede del antiguo convento santiaguero de las Siervas de María, en lo alto de la Loma de los Desamparados, desde donde mira a toda la urbe con su carga de historia.
En dicha localización acoge a los seminaristas en su ciclo de estudios filosóficos.